# Galimuyod
Galimuyod is een gemeente in de Filipijnse provincie Ilocos Sur op het eiland Luzon. Bij de laatste census in 2010 telde de gemeente ruim 10 duizend inwoners.

## Geografie

### Bestuurlijke indeling
Galimuyod is onderverdeeld in de volgende 24 barangays:
| - Abaya - Baracbac - Bidbiday - Bitong - Borobor - Calimugtong - Calongbuyan - Calumbaya - Daldagan - Kilang - Legaspi - Mabayag | - Matanubong - Mckinley - Nagsingcaoan - Oaig-Daya - Pagangpang - Patac - Poblacion - Rubio - Sabangan-Bato - Sacaang - San Vicente - Sapang |

## Demografie
Galimuyod had bij de census van 2010 een inwoneraantal van 10.011 mensen. Dit waren 299 mensen (2,9%) minder dan bij de vorige census van 2007. Ten opzichte van de census van 2000 was het aantal inwoners gegroeid met 1.132 mensen (12,7%). De gemiddelde jaarlijkse groei in die periode kwam daarmee uit op 1,21%, hetgeen lager was dan het landelijk jaarlijks gemiddelde over deze periode (1,90%).

De bevolkingsdichtheid van Galimuyod was ten tijde van de laatste census, met 10.011 inwoners op 34,4 km², 291 mensen per km².